# Olga Ott
Olga Juliette Marie Hansen-Ott (født Sørensen 11. august 1871 i Randers, død 5. januar 1929 i København) var en dansk forfatter.
Olga Ott skrev bøger og skuespil, ofte omhandlende børn og unge piger. Hendes teaterstykke Vingeskudt blev filmatiseret som stumfilm.
Ott debuterede i 1896 i magasinet Cyklen med en humoreske under navnet Mortensen.
Karin Michaëlis bog Tro som Guld er dedikeret til Olga Ott. 
Hun er begravet på Assistens Kirkegård i København.

## Teaterstykker
- Portnerens Datter (1911)
- Tidens Mand (1912)
- Lille Eva (1913)
- Stridens Æble (1916)
- Viljen - (1916)
- Skjulte Kampe (1918)
- Dømmer ikke (1921)
- Kærlighedens Smil (1922)
- Rullen gaar (1923)
- Karneval (1925)